# Кіссатен
Кіссатен (яп. 喫茶店, kissaten) — кав'ярня в Японії. Спочатку кіссатен виникли як заклади, де відвідувачам пропонували різні види безалкогольних напоїв (кава або чай), тістечка, фрукти і закуски. Усередині міг бути встановлений більярд, були книги та журнали.

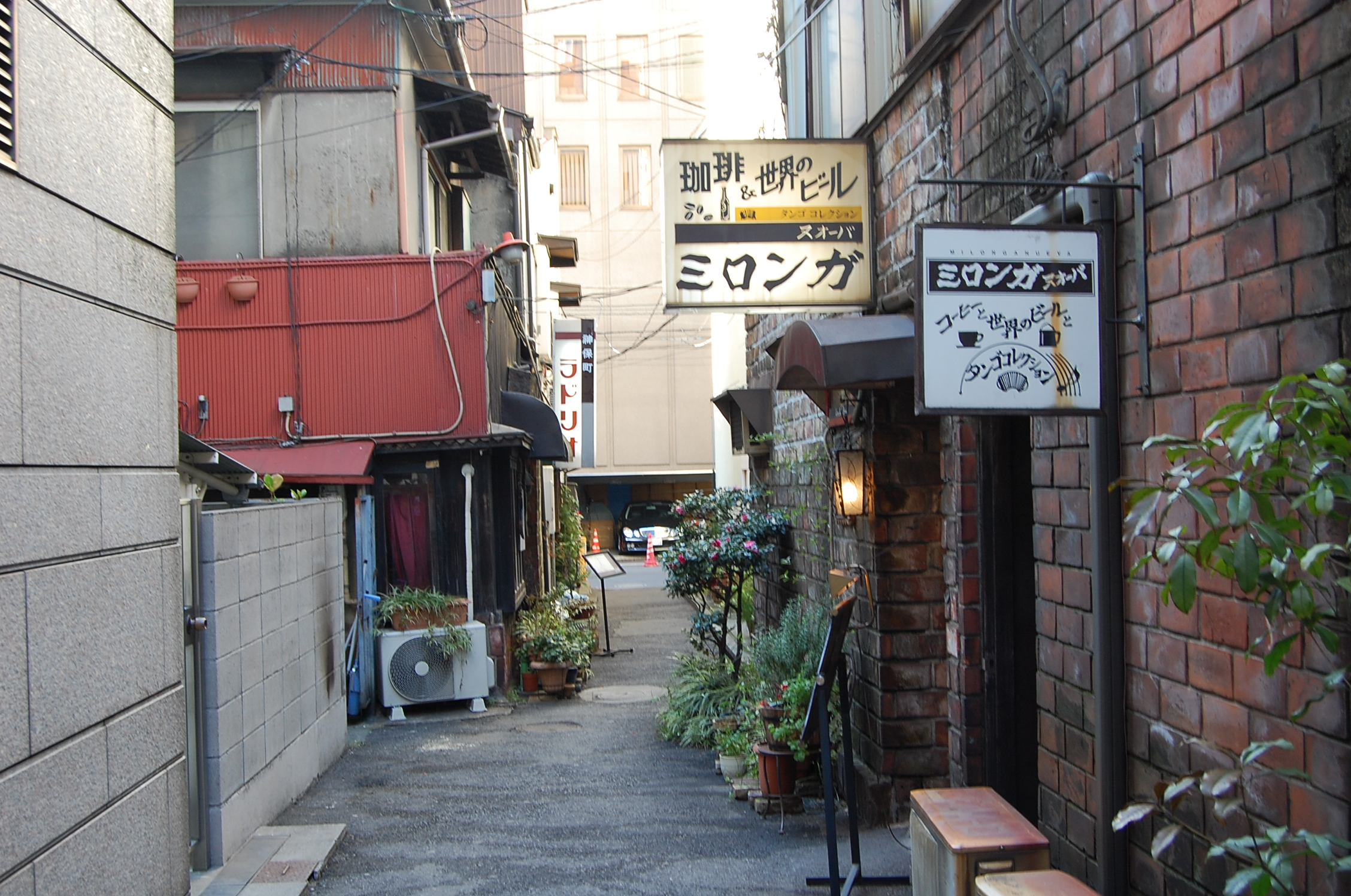
Кіссатен, Токіо.

У середині XX століття відбулося різке збільшення числа подібних кафе. Кожне з них хотіло мати свою відмінну рису — так виникли музичні кафе, кафе з танцзалом, Манґа-кафе та інші.
Поступово кіссатен перетворилися, насамперед, у місце, де можна випити кави. Там також подають сендвічі, спагеті, рис, варені яйця або  яєчню на сніданок. Студенти та ділові люди («саларімени») часто снідають в кіссатен, однак, вони поступово поступаються місцем міжнародним мережам кав'ярень, наприклад «Starbucks».